# Église Saint-Alexandre de Varsovie
L'église Saint-Alexandre (en polonais Kościół św. Aleksandra) est une église catholique située sur la Plac Trzech Krzyży dans l'arrondissement de Śródmieście (Centre-ville) à Varsovie.

## Histoire

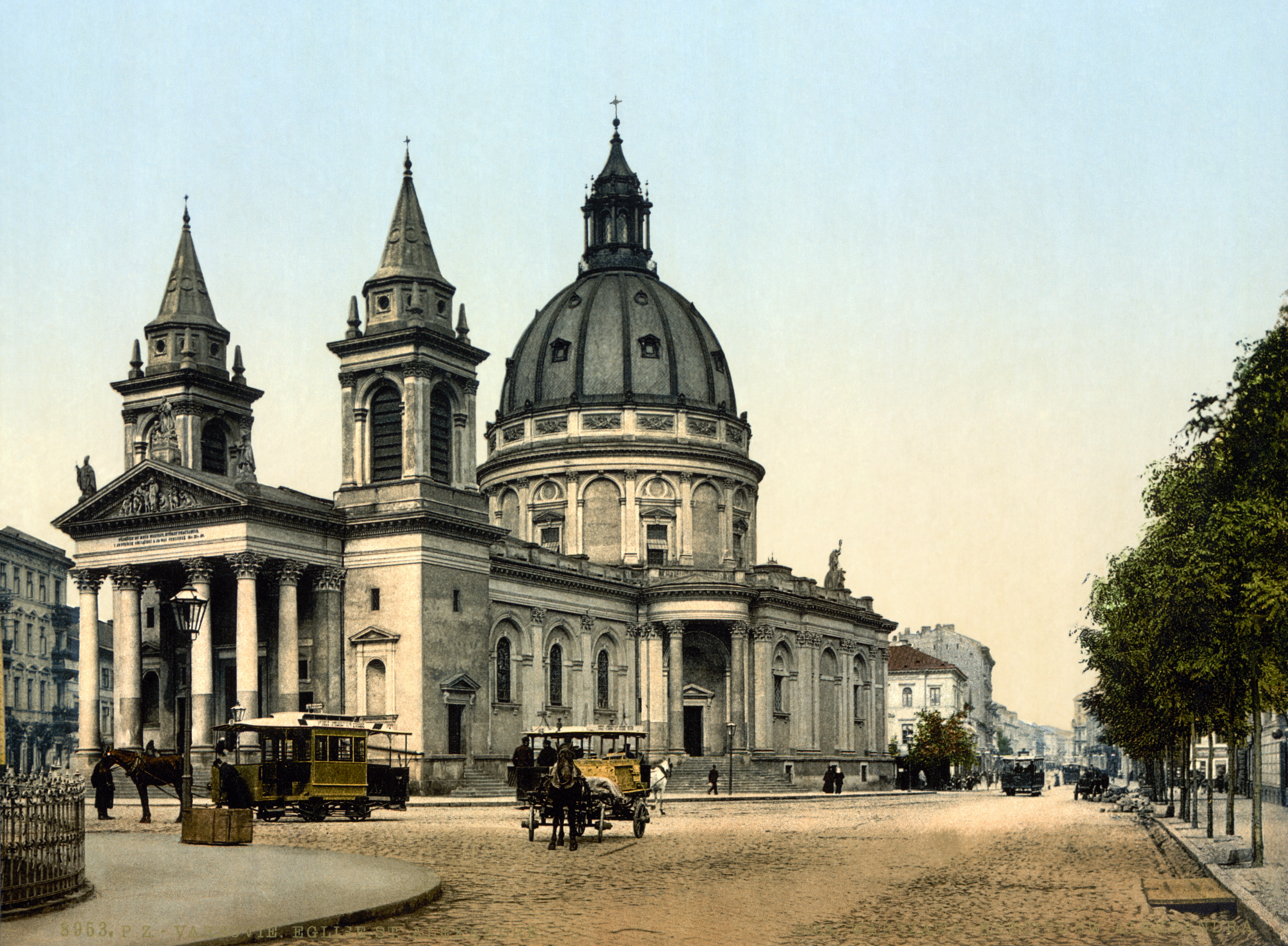
L'église Saint-Alexandre détruite pendant la Seconde Guerre mondiale puis reconstruite à une plus petite échelle - photo vers 1890–1900.

## Sources
- (pl) Cet article est partiellement ou en totalité issu de l’article de Wikipédia en polonais intitulé « Kościół św. Aleksandra w Warszawie » (voir la liste des auteurs).

- (pl) Cet article est partiellement ou en totalité issu de l’article de Wikipédia en polonais intitulé « St. Alexander's Church, Warsaw » (voir la liste des auteurs).